# Trening Jacobsona
Trening Jacobsona to popularne określenie techniki relaksacyjnej znanej jako progresywna relaksacja mięśni (ang. progressive muscle relaxation), której pomysłodawcą jest amerykański psychiatra Edmund Jacobson.
Technika ta zakłada, że stany napięcia manifestują się przez kompulsywne myślenie o życiu, tzn. traktowanie większości spraw jako zmuszających do działania. 
Trening Jacobsona polega na nauce napinania mięśni aż do automatyzacji. Trening powinno się odbywać najpierw w pozycji leżącej (relaksacja ogólna), po jakimś czasie w pozycji siedzącej, a następnie podczas wykonywania różnych czynności (relaksacja zróżnicowana).
Nauka relaksacji następuje w dwóch etapach:
- relaksacja stopniowa – nauka napinania pojedynczych grup mięśni, potem innych,
- relaksacja zróżnicowana – napina się pojedynczą grupę mięśni, inne pozostają rozluźnione (gdy nastąpi zautomatyzowanie czynności napinania mięśni – tylko potrzebna dla jakiejś pracy grupa jest napięta, pozostałe rozluźnione, np. do czytania napięte są tylko mięśnie powiek i czoła).

Korzyści z treningu Jacobsona, to przeciwdziałanie stanom lękowym, poprawa snu, polepszenie pracy narządów wewnętrznych.